# 胡安·卡米洛·安古洛
胡安·卡米洛·安古洛（西班牙語：Juan Camilo Angulo，1988年9月26日—）是哥伦比亚职业足球运动员，主要司职右边路，2011年曾效力于上海申花。
安古洛从哥伦比亚豪门球队卡利美洲的青训系统进入一线队，2010年转会至阿根廷堤格雷。2010年中期，安古洛与上海申花俱乐部的南美考察团接触时，曾表示同样出自卡利美洲的前队友里亚斯科斯并不是以前队中速度最快的球员，而里亚斯科斯却在中国联赛大红大紫，包揽了该年度的足球先生和最佳射手。2011年2月，安古洛也来到中国加盟上海申花，再次与刚刚续约的里亚斯科斯成为队友。赛季中安古洛曾多次送出助攻，不过球队中后期战绩不佳，安古洛表现也逐渐趋于平淡，赛季结束后离队。